# 聖マタイと天使 (サヴォルド)
『聖マタイと天使』（せいマタイとてんし、伊:San Matteo e l'angelo）は、イタリアの盛期ルネサンスの画家、ジローラモ・サヴォルドによる、1530年から1535年頃のカンヴァス上の油彩画である。現在、ニューヨークのメトロポリタン美術館に所蔵されている。作品は、若いカラヴァッジョに大きな影響を与えた。
もともとは個人的な「ストゥディオーロ（小さな書斎）」、またはミラノのゼッカ（造幣局）のために制作されたもので、サヴォルドの最も有名な夜景図の1つである。 X線写真は、右半分に女性の下絵があることを示している。
伝統的な図像的象徴である天使に霊感を受け、聖マタイが自身の福音書を執筆しているところが表されている。背景には聖マタイの生涯に関する2つの場面が描かれている。右側では、聖マタイはエチオピアの女王の宮廷で歓迎されている。一方、左側の場面は不明瞭である。画中に見られる様々な光源は、ヴァザーリが「火のある何点かの夜景図」と描写した、サヴォルドによる1534年制作の絵画のうちの1点であることを示唆している。